# Ferdo Gestrin
Ferdo Gestrin, slovenski zgodovinar, profesor in akademik, * 8. oktober 1916, Ljubljana, † 9. april 1999, Bled.
Gestrin je diplomiral 1940 v Ljubljani iz zgodovine in zemljepisa, doktoriral pa 1960 v Parizu, kjer se je izpopolnjeval pri Fernandu Braudelu (1960/61). Sprva je poučeval na gimnazijah v Ljubljani, 1949-54 na učiteljišču, 1954-59 delal kot republiški inšpektor za zgodovino na sekretariatu za šolstvo in predaval slovensko zgodovino na Višji pedagoški šoli (1950-1969). 1959 se je zaposlil kot asistent na Filozofski fakulteti Univerze v Ljubljani, kjer je 1960 postal docent, 1962 izredni in 1971 redni profesor za občo zgodovino fevdalizma (kot naslednik Milka Kosa je 1965-75 predaval samo občo zgodovino srednjega veka, nato pa prevzel še del predavanj Frana Zwittra). Po upokojitvi 1983 je še nekaj let predaval. Raziskoval je zgodovino mest na Slovenskem v srednjem veku (Ljubljane, Ptuja, Bleda, Radovljice idr.), družbeno in gospodarsko zgodovino na Slovenskem v 15. in 16. stoletju, tudi protestantizem, deloma zgodovino Slovencev od konca 18. do začetka 20. stoletja, zlasti gospodarske vezi in migracije med vzhodno in zahodno obalo Jadranskega morja (med južnoslovanskimi deželami in Italijo) ter zgodovino pomorstva na severnojadranskem območju; s tem je kot vodilni medievist in strokovnjak za zgodovino prometa na Slovenskem pionirsko posegel v slovensko zgodovinopisje; fragmentarno je obravnaval tudi teme iz novejših obdobij (2. svetovna vojna). Bil je član Slovenske akademije znanosti in umetnosti (dopisni 1983, redni od 1987) ter zaslužni profesor ljubljanske univerze (1987). 1966-68 je bil predsednik Zgodovinskega društva za Slovenijo, ki ga je imenovalo za častnega člana, podobno kot kasneje Slovenska matica. Bil je urednik Zgodovinskega časopisa in Kronike, predsednik znanstvenega sveta Inštituta za slovensko izseljenstvo ZRC SAZU in 1992-95 predsednik upravnega odbora ZRC SAZU. Dvakrat (1966 in 1973) je dobil nagrado sklada Borisa Kidriča, odlikovan je bil z redom republike s srebrnim vencem, redom dela s srebrno zastavo in italijanskim redom "Cavaliere Ufficiale" (1981). Dobil je tudi srebrni častni znak svobode Republike Slovenije (1996) in zlati znak ZRC SAZU (1997).
DELA: 
- Družbeni razredi na Slovenskem in reformacija (objavljeno v Drugem Trubarjevem zborniku, 1952)
- Zgodovina narodov Jugoslavije I-II (1953 in 1959) (sodelovanje, širša redakcija)
- Trgovina slovenskega zaledja s primorskimi mesti od 13. do konca 16. stoletja, 1965
- Slovenska zgodovina od konca osemnajstega stoletja do 1918 (soavtor Vasilij Melik), 1966 (srbohrv. prevod 1979)
- Mitninske knjige 16. in 17. stoletja na Slovenskem, 1972
- Pomorstvo srednjeveškega Pirana, 1978
- Zgodovina Slovencev (soavtor), 1979
- Jože Šorn - šestdesetletnik, Kronika, časopis za slovensko krajevno zgodovino, 1981

- Tržaški pomorski promet 1759/1760 (soavtorica Darja Mihelič), 1990
- Slovenske dežele in zgodnji kapitalizem, 1991
- Svet pod Krimom, 1993 (prenovljena izdaja 2016)
- Zgodovinar o sebi: akademik prof. dr. Ferdo Gestrin. Hiša mojega očeta, Zgodovinski časopis, 3.zvezek, letnik 50, 1996

- Slovanske migracije v Italijo, 1998

LITERATURA: Gestrinov zbornik, 1999.